# Illorsuit Havn
Illorsuit Havn – port na południowym wybrzeżu Grenlandii, nad cieśniną Prins Christian Sund, w gminie Kujalleq. W pobliżu znajdują się także miejscowości Aappilattoq oraz Narsarmijit.